# DB Fernverkehr

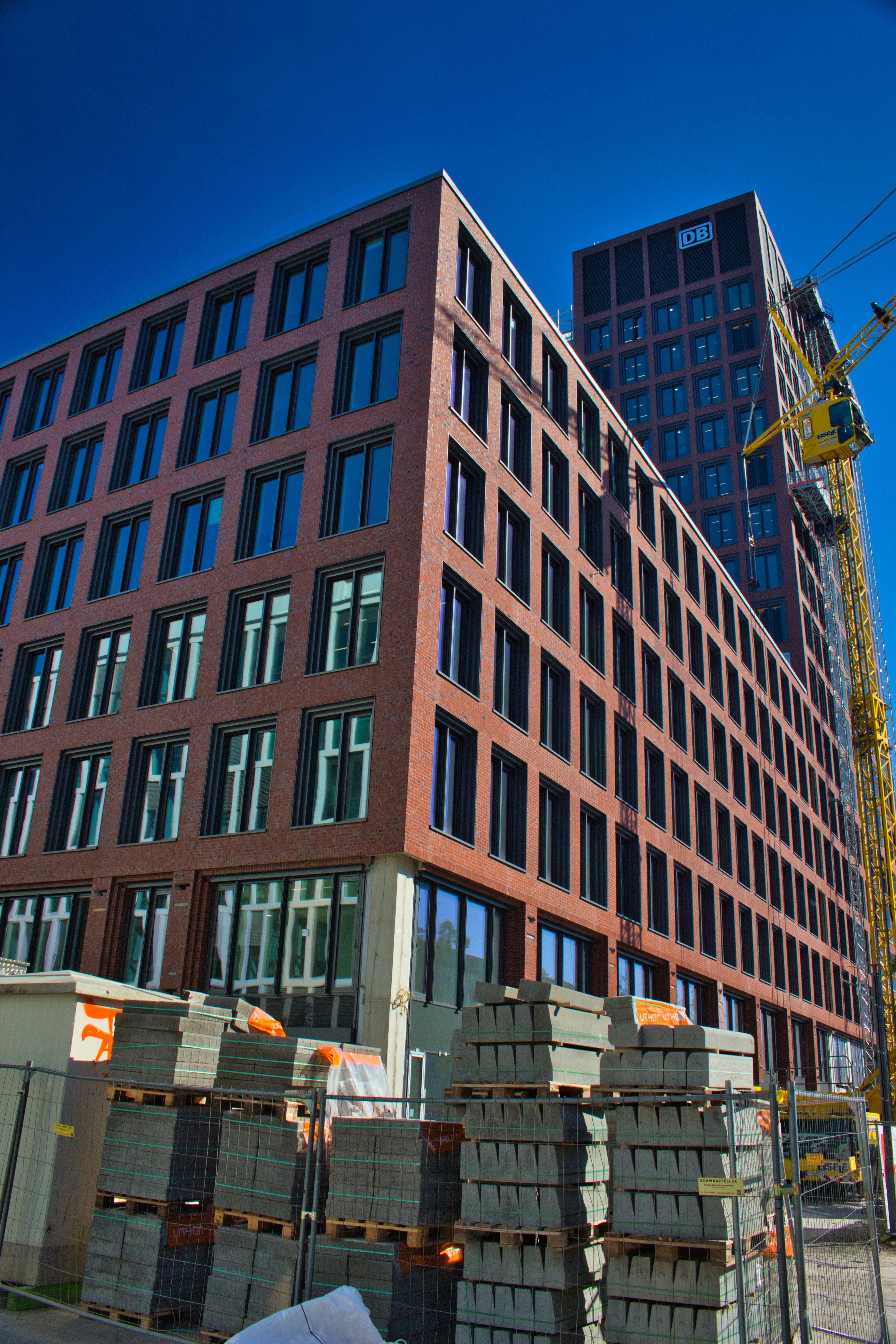
Firmensitz DB Tower (hinten) an der Frankfurter Europa-Allee im September 2020, kurz vor der Fertigstellung

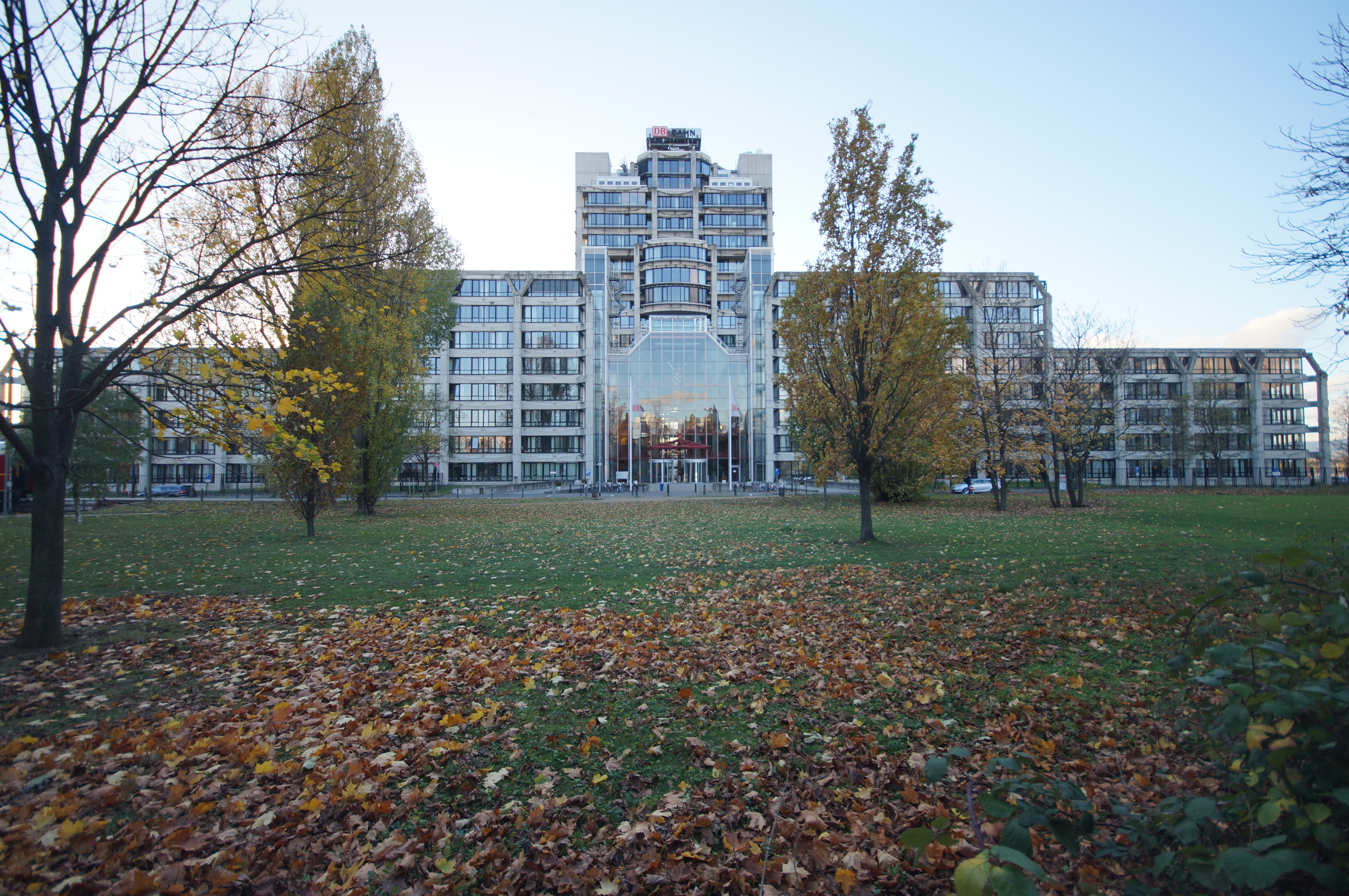
Ehemaliger Firmensitz von DB Fernverkehr in Frankfurt am Main

Die DB Fernverkehr AG ist eine Konzerntochter der Deutschen Bahn für den Schienenpersonenfernverkehr. Der Sitz des Eisenbahnverkehrsunternehmens befindet sich im Bürogebäude DB Tower im Frankfurter Europaviertel.

## Produkte
Die DB Fernverkehr AG erbringt nationale und europaweite Fernverkehrsleistungen. Zuggattungen, die von DB Fernverkehr in Deutschland betrieben werden, sind:
- Intercity-Express (ICE)
- TGV (train à grande vitesse)
- Railjet Xpress (RJX)
- Railjet (RJ)
- Nightjet (NJ) (Zugpersonal, Triebfahrzeugführer und teilweise Lokomotiven auf deutschem Netz)
- EuroCity-Express (ECE)
- Intercity (IC)
- EuroCity (EC)
- Regional-Express (RE) → im Codesharing mit regulären IC-Zügen, auf den Strecken Freilassing–Berchtesgaden und Ulm–Oberstdorf auch ohne Codesharing

Darüber hinaus betreibt das Unternehmen den Autozugverkehr Niebüll–Westerland, den Schiffsverkehr von und nach Wangerooge sowie die schmalspurige Wangerooger Inselbahn.

## Organisation und wirtschaftliche Situation
Die DB Fernverkehr AG ist eine hundertprozentige Konzerntochter der Deutschen Bahn. Im Unterschied zu den von der Konzernschwester DB Regio erbrachten und von den SPNV-Aufgabenträgern mitfinanzierten Leistungen im Schienenpersonennahverkehr (SPNV) erbringt DB Fernverkehr ihre Leistungen im Schienenpersonenfernverkehr (SPFV) von wenigen Ausnahmen abgesehen eigenwirtschaftlich, also ausschließlich über die am Fahrgastmarkt erzielten Erlöse. Ausnahmen sind einzelne Fernverkehrslinien, bei denen Aufgabenträger abschnittsweise eine Benutzung zu Nahverkehrstarifen mitfinanzieren.

### Vorstand
Seit 1. August 2019 ist Michael Peterson Vorstandsvorsitzender der DB Fernverkehr. Er ist zudem seit Juli 2022 als Vorstand Personenfernverkehr der DB AG in Doppelfunktion tätig.
Darüber hinaus gehören Anja Schöllmann als Vorstand Produktion, Stefanie Berk als Vorstand Marketing, Martin Jende als Vorstand Personal sowie Wilken Bormann als Vorstand Finanzen der Unternehmensleitung an.

### Kennzahlen
Laut dem Geschäftsbericht 2018 erreichte das Unternehmen dort einen Gewinn (Jahresüberschuss/EAT) von 393 Mio. Euro. Im Vergleich zum Vorjahr 2017 (366 Mio. Euro) steigerte der Gewinn sich also um 27 Mio. Euro (7,4 %). Im Jahr 2017 generierte DB Fernverkehr 94 Prozent des Umsatzes mit Erlösen aus dem Personenverkehr.
Die Verkehrsleistung (Schiene, in Personenkilometern) steigerte sich seit 2014 (36,1 Mrd. Pkm) kontinuierlich und lag 2018 bei rund 42,6 Mrd. Pkm.
Das Unternehmen beschäftigt (Stand 2018) 16.295 Mitarbeiter und will in den kommenden Jahren zusätzliches Personal einstellen.

## Fuhrpark
DB Fernverkehr besitzt einen umfangreichen Fuhrpark an Rollmaterial. Neben 1442 Reisezugwagen, von denen 969 vollständig oder teilweise barrierefrei (um-)gebaut sind (Stand 2017), stehen folgende Fahrzeug-Baureihen zur Verfügung:
| Elektrolokomotiven | Elektrolokomotiven         | Elektrolokomotiven | Elektrolokomotiven | Elektrolokomotiven             |
| Baureihe           | Bezeichnung                | Anzahl             | Bemerkungen | Bild                           |
| ------------------ | -------------------------- | ------------------ | --- | ------------------------------ |
| 101                |                            | 73                 | - Ausmusterung und Verschrottung der Loks läuft | DB 101 105-5 Koblenz Hbf       |
| 146.5              | TRAXX                      | 27                 | - in dieser Variante betrieblich nur mit Intercity-2-Wagen einsetzbar | DB 146 553 Nienburg            |
| 147.5              | TRAXX                      | 42                 | - in dieser Variante betrieblich nur mit Intercity-2-Wagen einsetzbar |                                |
| 105 248            |                            | 79 bestellt        | - Mehrsystemlok für den ICE L (Gliederzug) - Einsatz ab Juni 2025 auf der IC-Linie 77 zwischen Berlin und Amsterdam - Ab Dezember 2025 soll der Zug auch auf touristischen Relationen nach Westerland (Sylt) und Oberstdorf eingesetzt werden - Auf nicht elektrifizierten Streckenabschnitten sollen Lokomotiven der Baureihe 248 zum Einsatz kommen, auf allen anderen Streckenabschnitten solche der Baureihe 105 - Rahmenvertrag über 100 Züge: 79 in zwei Tranchen mit 23 Zügen im Jahr 2019 und 56 im Jahr 2023 fix bestellt, Option auf weitere 21 Züge - Aufgrund von Verzögerungen beim Hersteller kommen vorübergehend Lokomotiven der Baureihe 193 zum Einsatz |                                |
| Elektrotriebzüge   |                            |                    | |                                |
| Baureihe           | Bezeichnung                | Anzahl             | Bemerkungen/Besonderheiten | Bild                           |
| 401                | ICE 1                      | 58                 | - in Betrieb seit 1991; Redesign: 2005; Lebensdauerverlängerung (LDV): 2020–2023; Sitzplätze 703 (Redesign), 503 (LDV) - einige Triebzüge waren für den Verkehr in der Schweiz geeignet → u. a. durch zweiten Stromabnehmer für Schweizer Oberleitungen | DB 401 Frankfurt               |
| 402                | ICE 2                      | < 44               | - Weiterentwicklung des ICE 1 - in Betrieb seit 1996; Redesign: 2011; Sitzplätze 381 (Redesign) - kuppelbare Halbzüge können zu Vollzügen verbunden werden - Ausmusterung läuft bis 2027 | DB BR 402 030-1 ICE2           |
| 403                | ICE 3                      | 50                 | - in Betrieb seit 2000/2004; Redesign: 2017–2023; Sitzplätze: 429 (1. Bauserie), 442 (2. Bauserie), 450 (Redesign) | DB 403 01 Dortmund             |
| 406                | ICE 3M                     | 16                 | - in Betrieb seit 2000; Redesign (nur Tz 4651 „Amsterdam“) 2019; Refit 2020–2023 (übrige Tz); Sitzplätze: 419 bzw. 444 (Redesign) - einsetzbar im Ausland; Zulassung in Belgien und den Niederlanden, sowie ehemals in Frankreich - drei Triebzüge im Besitz der NS international - ab 2025 Ausmusterung und Ersatz durch DB-Baureihe 408 - seit März 2025 zum Verkauf angeboten | ICE 3M 4610 - Liège-Guillemins |
| 407                | Velaro D / ICE 3 (MS)      | 17                 | - in Betrieb seit 2013; Sitzplätze: 444 - vor allem im Verkehr von/nach Frankreich eingesetzt - einsetzbar im Ausland; Zulassung für Frankreich; Zulassung für Belgien ist angestrebt, aber bisher nicht erteilt | ICE Velaro D Köln              |
| 408                | Velaro MS / ICE 3neo       | 90 (im Zulauf)     | - Weiterentwicklung der Baureihe 407 - In Betrieb seit 2022; Sitzplätze: 439 - einsetzbar im Ausland; Zulassung für Niederlande und Belgien seit Mai 2024 - Rahmenvertrag über 90 Züge in drei Tranchen mit 30 Zügen im Jahr 2020, 43 im Jahr 2022 und 17 im Jahr 2023 fix bestellt |                                |
| 411                | ICE T7                     | 59                 | - in Betrieb seit 1999 bzw. 2004; Sitzplätze: 359 (1. Bauserie), 376 (2. Bauserie) - Zug ist mit Neigetechnik ausgestattet | DB ICE T 411                   |
| 415                | ICE T5                     | 11                 | - in Betrieb seit 1999; Sitzplätze: 250 - fünfteilige Variante des ICE T7, i. d. R. um diesen zu verstärken - Zug ist mit Neigetechnik ausgestattet | DBAG-Baureihe 415              |
| 412                | ICE 4                      | 137                | - in Betrieb seit 2017; Sitzplätze: 444+2 (7-teilig), 830+2 (12-teilig), 918+2 (13-teilig) - 50x12-teilig, 50x13-teilig, 37x7-teilig - verschiedene Varianten: 7-, 12- und 13-teilige Triebzüge, wobei die 7-teiligen Triebzüge miteinander gekuppelt werden können (z. B. zwischen Bonn/Köln und Berlin) | 412 002 Köln-Kalk-Nord         |
| 4110               | Stadler KISS / Intercity 2 | 9                  | - Baujahr 2017; in Betrieb bei der DB seit 2020; Sitzplätze: 302 - Züge wurden von der österreichischen Westbahn übernommen - Einsatz seit 2020 zwischen Chemnitz (zwei Mal täglich, mit Anerkennung von Fahrscheinen des Nahverkehrs), Dresden, Berlin und Rostock (IC-Linie 17) - Verkauf 2025 beabsichtigt |                                |
| 4010               | Stadler KISS / Intercity 2 | 8                  | - Baujahr 2011/2017; in Betrieb bei der DB seit 2022; Sitzplätze: 470 - Züge wurden von der österreichischen Westbahn übernommen - Einsatz seit 2022 zwischen Stuttgart und Zürich (Grund: Nicht-Zulassung der IC2-Züge von Bombardier) - Verkauf 2025 beabsichtigt |                                |
| Diesellokomotiven  |                            |                    | |                                |
| Baureihe           | Bezeichnung                | Anzahl             | Bemerkung | Bild                           |
| 218                |                            | k. A.              | | 2 DB-Dieselloks BR 218         |
| 245                | TRAXX                      | 7                  | - Eingesetzt vor den SyltShuttle-Autozügen - 245 021-027 | DB 245 022 in Westerland       |
| 335                | Köf III                    |                    | - nur Lok 335 029-5 in Basel Bad Bf. bzw. ICE-Werk Basel - für Rangierfahrten und sonstige Aufträge |                                |
| Dieseltriebwagen   |                            |                    | |                                |
| Baureihe           | Bezeichnung                | Anzahl             | Bemerkung | Bild                           |
| 605                | ICE TD                     | 20                 | - Züge seit 2017 nicht mehr für DB Fernverkehr im Einsatz - Zwei Triebzüge seit 2018 für DB Systemtechnik im Einsatz (siehe: advanced TrainLab) | ICE TD bei Flensburg           |
| 628.4              |                            | k. A.              | - Einsatz ausschließlich beim Sylt Shuttle Plus bis Fpl.-Wechsel 2024 - Fahrzeuge abgegeben an DB Regio bzw. abgestellt | 628 495                        |

Daneben wurden und werden Loks der Baureihe 218 von DB Regio verwendet, um IC oder EC-Züge zu bespannen. Auch kommen in manchen Betriebswerken Rangierloks der Baureihen 362/363 (gemietet von DB Cargo) und 1001 (gemietet von Alstom) zum Einsatz.
Inzwischen ist ein Großteil der ICE-Flotte mit ETCS ausgerüstet.
Im April 2019 wurde bekannt, dass die DB insgesamt 17 gebrauchte Triebzüge des Typs Stadler KISS vom österreichischen Privatbahnunternehmen Westbahn kaufen will. Sie werde damit das derzeitige Fernverkehrsangebot um 7000 neue Sitzplätze erweitern. Angaben zum Kaufpreis gab es von offizieller Seite nicht. Schätzungen zufolge beläuft sich der Kaufpreis auf rund 200 Millionen Euro. Die Triebzüge des Herstellers Stadler Rail verkehren seit dem Frühjahr 2020 auf der IC-Linie zwischen Dresden, Berlin, Oranienburg und Rostock. Ebenfalls sollen weitere Züge dieses Typs auf der Gäubahn zwischen Stuttgart und Zürich eingesetzt werden, da der für diese Strecke ursprünglich geplante Intercity 2 von Bombardier aufgrund technischer Mängel seit geraumer Zeit keine Zulassung für die Überfahrt in die Schweiz erhält.

## Marken & Angebote

### DB Schifffahrt und Inselbahn Wangerooge
Der Fährverkehr von und zur Nordseeinsel Wangerooge, sowie die Inselbahn Wangerooge wird von der Marke „Schifffahrt und Inselbahn Wangerooge“ (SIW) betrieben, die eine Organisationseinheit innerhalb von DB Fernverkehr bildet. Die SIW beschäftigt rund 55 Mitarbeiter und hat ihren Sitz in Harlesiel.

### Bordgastronomie

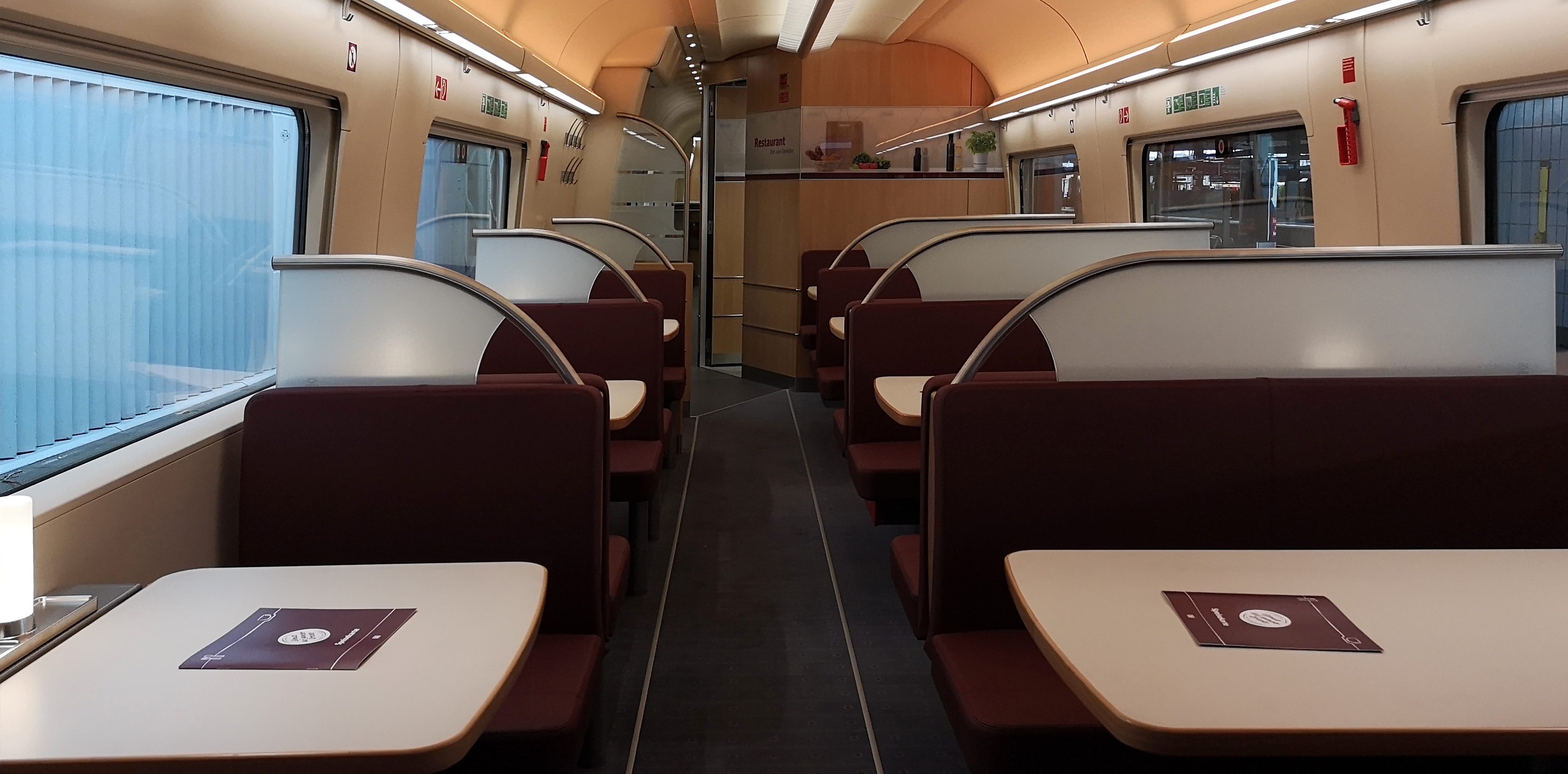
Bordrestaurant im ICE 4

In den meisten Zügen von DB Fernverkehr besteht ein gastronomisches Angebot in Form eines BordRestaurant oder BordBistro. Beide Systemgastronomien werden personell von der Organisationseinheit Bordservice, die Belieferung von der Einheit Logistik koordiniert.
Auf einigen IC-Verbindungen wurde das gastronomische Angebot immer weiter verkleinert, teilweise auch ganz rationalisiert. Auf einzelnen Strecken, auf denen der Intercity 2 eingesetzt wird, hatte das Catering-Unternehmen LSG Sky Chefs bis 2020 das so genannte IC Café betrieben. Dieses umfasste jedoch eine wesentlich geringere Bandbreite als die zuvor üblichen BordRestaurants und -Bistros. Seit dem Fahrplanwechsel im Dezember 2020 betreibt nunmehr DB Fernverkehr das gastronomische Angebot im Intercity nun wieder auf allen Linien selbst, weiterhin jedoch größtenteils mit dem ähnlichen, verknappten Angebot von LSG.
Im Jahr 2023 wurden die IC-Bistrowagen (ehemals IR BistroCafé) der Gattung ARkimmbz 288 bei DB Fernverkehr ausgemustert. Dies hatte zur Folge, dass auf Linien mit Einsatz der klassischen Intercity-Wagenparks nur noch ein Abteilverkauf stattfindet.

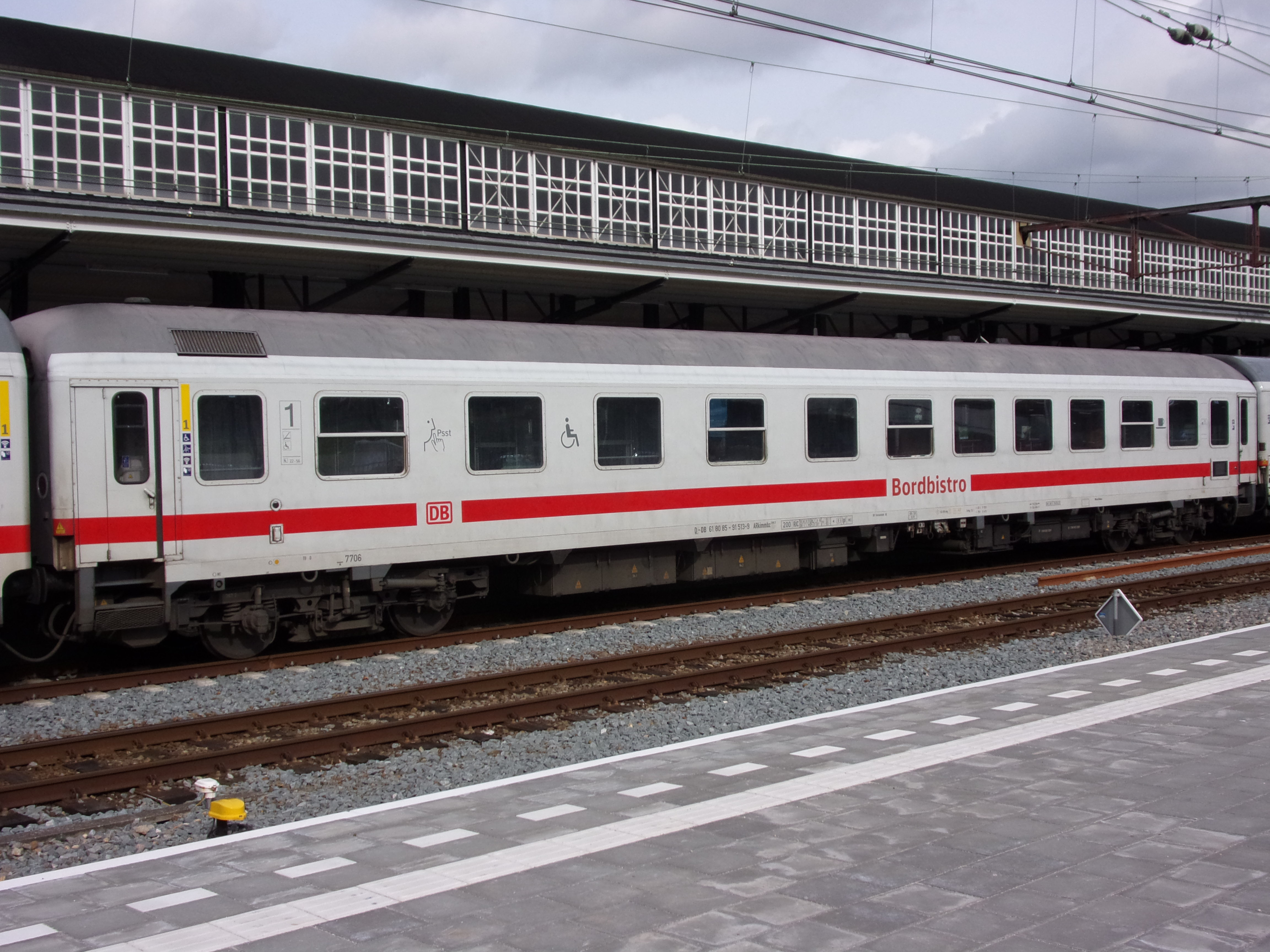
DB ARkimmbz 288

Im Rahmen eines Pilotprojekts soll zwischen Anfang Februar und Anfang Mai 2025 auf bis zu sechs „ICE-Strecken“ eine ausschließlich bargeldlose Zahlung getestet werden.

### Nachtreiseverkehr

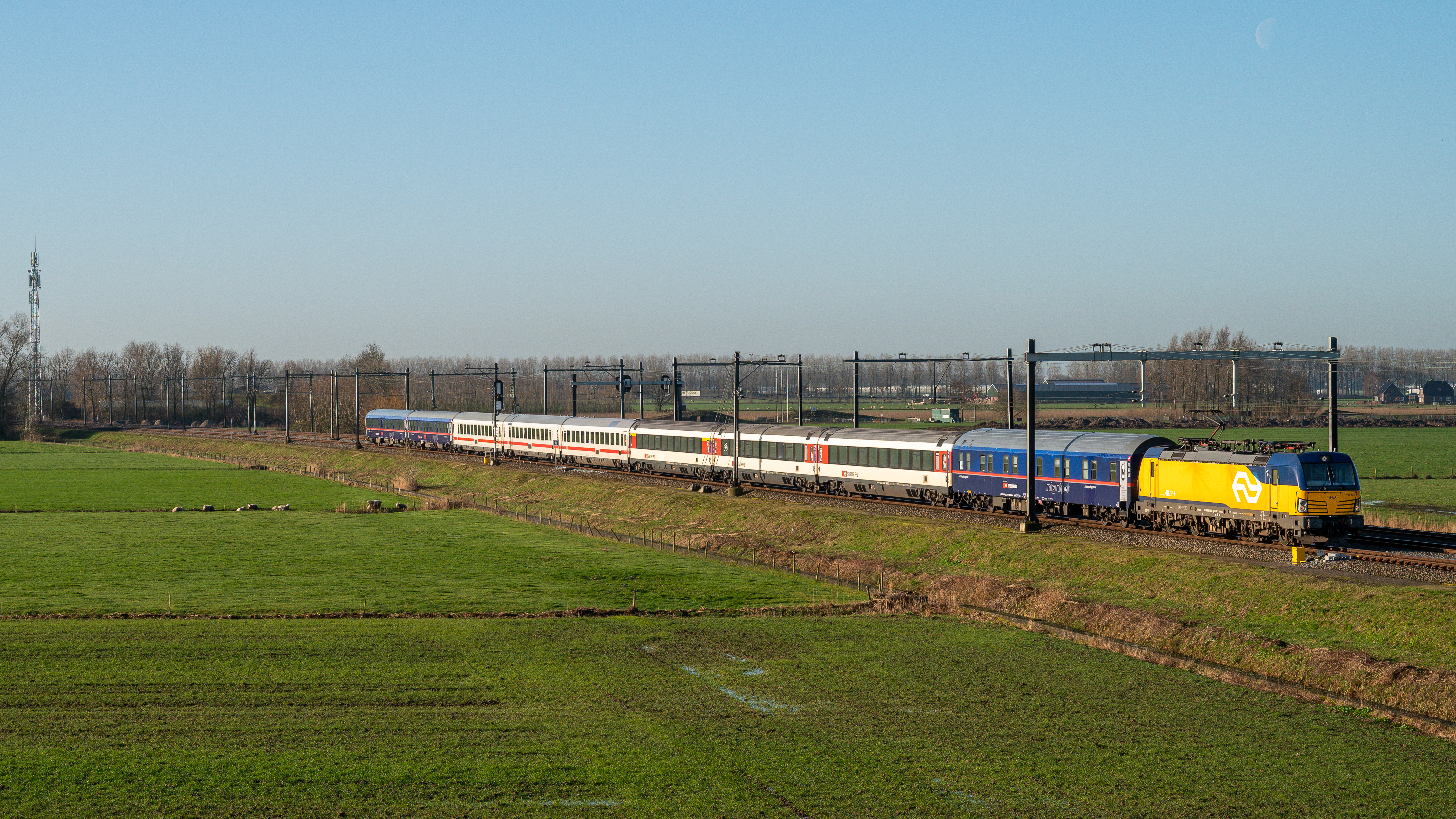
Nightjet 402 mit deutschen Wagen

Der Betrieb von DB-eigenen Nachtzügen (CityNightLine, EuroNight) wurde 2016 vollständig eingestellt. Das Unternehmen gab hierfür wirtschaftliche Gründe an.
In Kooperation mit ÖBB-Personenverkehr (ÖBB-PV) betreibt die DB Fernverkehr deren Nightjet-Züge während ihrer Fahrt durch das deutsche Streckennetz. Die Lok, der Triebfahrzeugführer sowie ein Teil des Zugpersonals werden hierbei durch DB Fernverkehr gestellt. Außerdem verkehren deutsche Intercity-Sitzwagen mit eigener Zugnummer als Kurswagen in den Nightjet-Zugverbänden.

## Konkurrenz

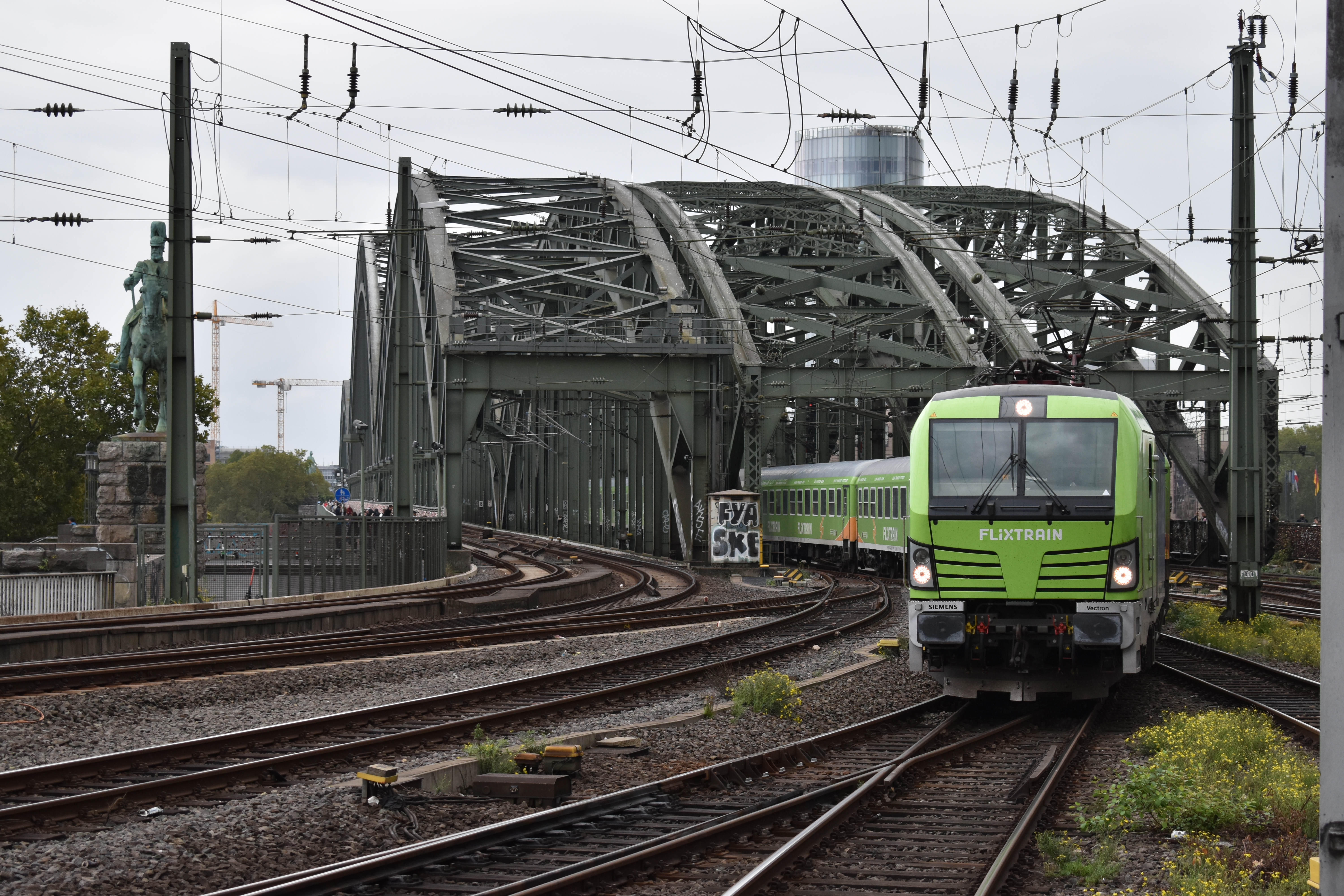
Ein Flixtrain bei der Einfahrt in den Bahnhof Köln Hbf

DB Fernverkehr betreibt fast den gesamten Schienenpersonenfernverkehr in Deutschland und gilt als Quasi-Monopolist. Der Wettbewerberanteil im Schienenpersonenfernverkehr lag 2018 bei knapp über einem Prozent. Als Grund für den geringen Wettbewerb gelten die hohen erforderlichen Investitionen in Fahrzeuge sowie Infrastrukturzugang, da der Fernverkehr eigenwirtschaftlich betrieben wird. Des Weiteren trägt der Schienenpersonenfernverkehr die höchsten Trassenpreise im Netz der DB InfraGO AG. Das führt dazu, dass der Fernverkehr auf bestimmten Strecken defizitär ist, oder gar auf Verbindungen mit geringer Nachfrage überhaupt kein Fernverkehr angeboten werden kann.
Laut Bundesnetzagentur gab es 2018 neben DB Fernverkehr 34 weitere Unternehmen in Deutschland, die eigenwirtschaftlichen Schienenpersonenfernverkehr betreiben, der überwiegende Teil jedoch im Gelegenheits- und Sonderverkehr.
Fahrplanmäßige Fernverkehrsangebote in Konkurrenz zu DB Fernverkehr wurden im Fahrplanjahr 2024 von folgenden Eisenbahnverkehrsunternehmen angeboten: Flixtrain, Snälltåget, RDC Deutschland, Thalys sowie European Sleeper.
Seit dem Fahrplanwechsel im Dezember 2024 betreibt das österreichische Unternehmen Westbahn planmäßige Fernverkehrszüge zwischen Stuttgart, München und Wien und versucht somit, eine Alternative zum ICE/EC-Angebot von DB Fernverkehr und ÖBB-PV anzubieten.

## Kundenstruktur
Im Jahr 2024 entfielen von rund 1,9 Milliarden Fahrgästen im Schienenverkehr der Deutschen Bahn 133,4 Millionen auf DB Fernverkehr. Während die Anzahl der Fahrgäste insgesamt damit zum Vorjahr um 1,6 Prozent zunahm, sank sie im Fernverkehr um 4,9 Prozent. Der operative Gewinn aus dem Fernverkehr sank 2024 um 96 Millionen Euro zum Vorjahr.
Einer Studie des Verkehrsclubs Deutschland (VCD) aus dem Jahr 2019 zufolge würde der Fernverkehr von seinen Kunden im Durchschnitt die Schulnote 2,8 (befriedigend) bekommen. Negativ bewertet wurden dabei vor allem die hohen Fahrkartenpreise und die vielen Verspätungen, wohingegen positiv die Bahn-App und die Sicherheit und Klimafreundlichkeit des Angebots hervorgehoben wurden.
Nach einer weiteren Analyse des VCD ist für jeden zweiten Fahrgast die Fahrtdauer der wichtigste Grund für die Nutzung des Fernverkehrs. Gefolgt von Wenigen Umstiegen (43 %), günstigen Tickets (41 %), Pünktlichkeit (30 %) und Klimaverträglichkeit (29 %).

## Geschichte
Das Unternehmen ging als DB Reise & Touristik AG zum 1. Januar 1999 im Rahmen der zweiten Stufe der Bahnreform aus dem Unternehmensbereich Fernverkehr der Deutschen Bahn AG hervor. Es firmierte bis 2003 unter dieser Bezeichnung.
Im Verkehr zur Expo 2000 nutzten statt erwarteten fünf nur 2,2 Millionen Reisende die Fernverkehrszüge. Statt erwarteten 400 Millionen DM wurden nur 125 Mio. DM erwirtschaftet. 2001 wurde beschlossen, alle Reisezugwagen des Fernverkehrs äußerlich an die Farbgebung der ICE-Züge anzupassen (lichtgrau mit rotem Streifen). Die Neulackierung habe laut einem Insiderbericht rund 300 Millionen DM gekostet.
Mitte Januar 2001 kündigte das Unternehmen an, mit Investitionen in Höhe von zwei Milliarden DM einen einheitlichen Komfort- und Qualitätsstandard auf ICE-Niveau schaffen zu wollen. Dazu wurden unter anderem 28 zusätzliche ICE T (rund 800 Mio. DM) und 13 weitere ICE 3 (rund 500 Mio. DM) beschafft sowie die Modernisierung von 117 lokbespannten IC-Garnituren (500 Mio. DM) in Aussicht gestellt.
Von 2009 bis 2012 reduzierte das Unternehmen seine Sitzplatzkapazität um 4 Prozent. Mitte 2012 lag die durchschnittliche Auslastung der Züge bei 48,1 Prozent und damit drei Prozentpunkte über dem Vorjahreswert. Die Zahl der Reisenden nahm im 1. Halbjahr 2012 im Jahresvergleich um mehr als 5 Prozent auf 63,3 Millionen zu.
2012 beförderte das Unternehmen 131,3 Millionen Reisende und erbrachte dabei eine Verkehrsleistung von 37,357 Milliarden Personenkilometern bei einer Betriebsleistung von 145,1 Millionen Trassenkilometern. Die Auslastung der Züge lag bei 50,3 Prozent. Das Unternehmen bezog Mitte 2013 nach eigenen Angaben 75 Prozent seines Energiebedarfs aus regenerativen Energien. Das Unternehmen hat, Stand 2020, einen Energiebedarf von 2,6 Mrd. Kilowattstunden pro Jahr, für rund 320 Mio. Euro.
Während des Hochwassers 2013 waren viele Strecken, darunter die Schnellfahrstrecke zwischen Hannover und Berlin wochenlang nicht oder nur eingeschränkt befahrbar. Das Unternehmen verzeichnete herbe Verluste und verlor auch in der Pünktlichkeitsstatistik deutlich.
Mit einer halben Million Reisenden an einem Tag verzeichnete das Unternehmen am 23. Dezember 2016 einen neuen Fahrgastrekord.
Zwischen Januar und April 2017 wurde mit rund 45 Millionen Reisenden ein neuer Rekord aufgestellt. Für das Gesamtjahr wird mit 143 Millionen Fahrgästen gerechnet und einem Rekordgewinn von 400 Millionen Euro gerechnet. Die Auslastung liegt bei 55 Prozent (Stand: 2017).
Im Frühjahr 2018 scheiterte ein 2017 begonnener Betriebsversuch, in dessen Rahmen Triebfahrzeugführer angewiesen wurden, so schnell wie möglich zu fahren. Die Fahrweise, die zum Teil zu Ankünften vor Plan führte, hatte keine positive Auswirkung auf die Pünktlichkeit.

### Erneuerung des Fahrzeugparks
Nachdem die ICE 1 bereits zwischen 2005 und 2008 einem umfangreichen Redesign unterzogen wurden, erfolgte von 2011 bis 2013 auch eine Modernisierung aller ICE-2-Einheiten. Voraussichtlich ab 2015 werden die ICE T ebenfalls ein Redesign erhalten.[veraltet]
Zur Erweiterung des Fahrzeugparks hat die DB ab 2008 insgesamt 16 neue ICE 3 bestellt. Diese als Baureihe 407 bezeichneten Züge sollten ursprünglich zwischen 2012 und 2013 an die DB ausgeliefert werden. Durch Schwierigkeiten beim Hersteller hat sich dies erheblich verzögert; als Kompensation bekam die DB eine 17. Fahrzeuggarnitur geschenkt. Im Jahr 2011 wurden 135 Doppelstockwagen für den Intercity-Verkehr bestellt. Zusammen mit neuen Lokomotiven der Baureihe 146.5 werden daraus 27 Züge mit jeweils 5 Wagen gebildet. Diese als IC 2 bezeichneten Züge verkehren mit einer maximalen Geschwindigkeit von 160 km/h. Dieser Auftrag hatte einen Gesamtwert von rund 360 Mio. Euro. Bereits Anfang 2013 wurden 17 Züge nachbestellt, zusammen mit Lokomotiven der neueren Baureihe 147.5. Der Einsatz war ab Dezember 2013 vorgesehen, doch hat der Hersteller diese Zusage dreimal nach hinten geschoben und dies mit zusätzlichen Anforderungen der Zulassungsbehörde nicht eingehalten. Mit zwei Jahren Verspätung waren die ersten Züge mit Fahrgästen unterwegs, und bald begannen die Nachbesserungen. 2017 wurden erneut 25 Züge dieses Typs bestellt, doch die Mängel der bereits gelieferten Züge waren so erheblich, dass die Bahn 2020 die Abnahme dieser 25 Züge verweigerte.
Mit dem Vertragsabschluss zum Bau des ICE 4 im Mai 2011 hat die DB einen der größten Verträge ihrer Geschichte vergeben. Für rund 6,3 Milliarden Euro bestellte die DB 220 Züge, die ab 2016 zunächst sukzessive die lokbespannten IC-Züge und später dann die ICE 1 und 2 ersetzen sollten. Doch auch bei diesem Auftrag gab es Verzögerungen, u. a. stoppte die DB 2019 nach 27 gelieferten Zügen wegen Mängeln vorübergehend die Abnahme weiterer Züge. Produktion und Auslieferung sind 2022 weiter im Gange. In den Jahren vorher wurde die Anzahl der bestellten Züge mehrmals verändert, mal verringert, mal erhöht. Dabei wurde auch die Zahl der Wagen pro Zug angepasst.
Um die Zeit bis zur Auslieferung des ICE 4 zu überbrücken, wurden rund 770 Intercity-Wagen umgestaltet. In der Zeit von 2012 bis Ende 2014 wurden die Wagen in den Werken Neumünster, Kassel und Nürnberg für rund 250 Millionen Euro umfassend modernisiert. Die Wagen sollen voraussichtlich bis 2023 eingesetzt werden.[veraltet]
Seit 2020 rollen auf der IC-Linie zwischen Dresden, Berlin und Rostock gebraucht gekaufte Fahrzeuge des Typs Stadler KISS. Die DB hatte diesbezüglich eine vertragliche Einigung mit der österreichischen Westbahn erzielt und konnte die größtenteils noch neuwertigen Fahrzeuge pünktlich in Betrieb nehmen.
Am 15. Juli 2020 wurden 30 Mehrsystemzüge der neuen Baureihe 408 bestellt, die von Ende 2022[veraltet] bis 2024 ausgeliefert werden sollen. Da sie nur wenig vom Vorgängermodell ICE 3 Baureihe 407 abweichen, konnte der erste Zug bereits 2021 fertig gestellt werden. Im Laufe des Jahres 2022 entscheidet sich, ob die Zulassung für den Fahrgastverkehr pünktlich erteilt wird. Nach dem Amtsantritt der Ampelkoalition bestellte die DB weitere 43 Züge dieses Typs und nannte dabei als Ziel, bis 2026 eine Kapazität von 220.000 Sitzplätzen im Fernverkehr verfügbar zu haben.

### Ehemalige Tochtergesellschaften

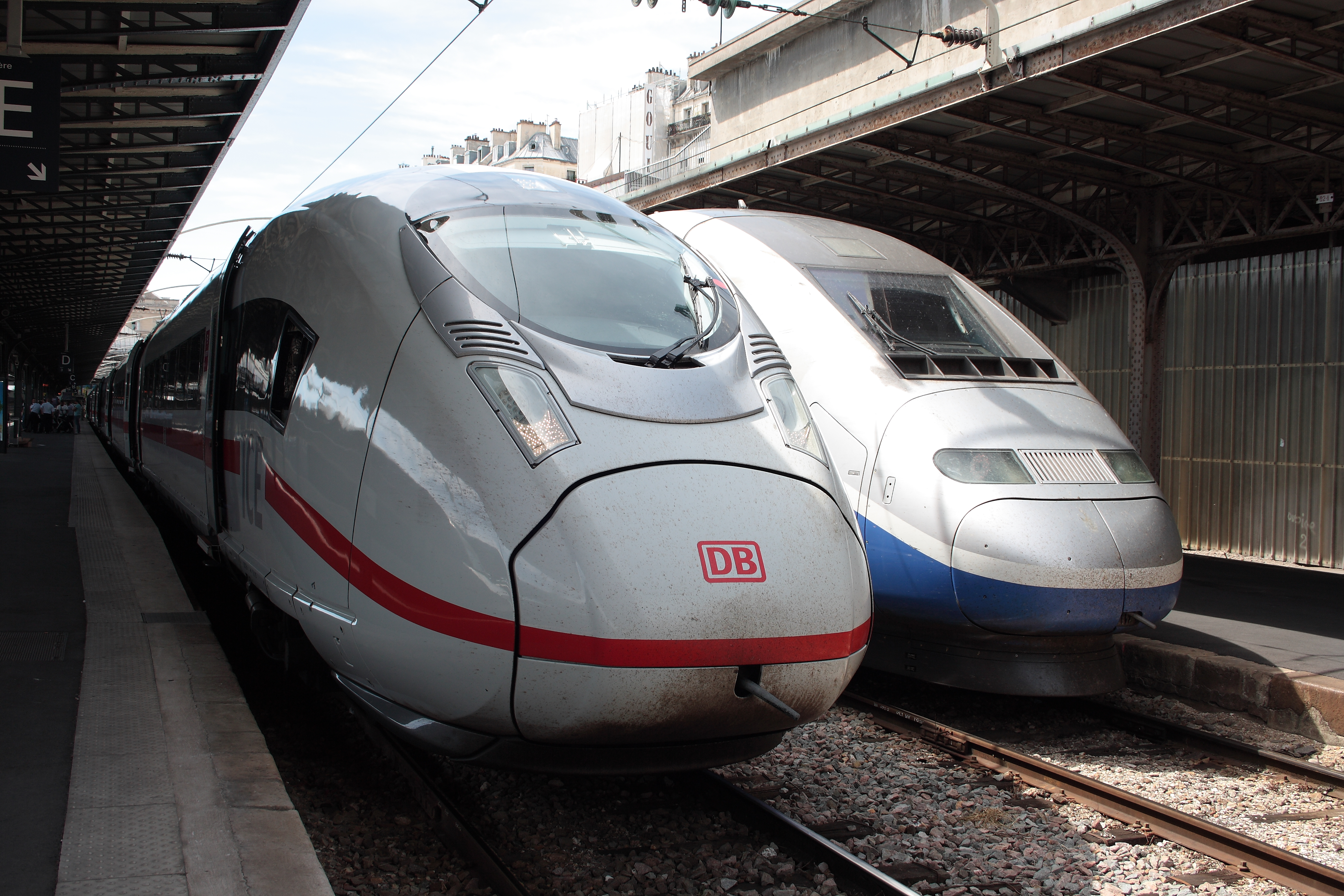
ICE und TGV im Pariser Gare de l’Est

#### Alleo
Die Alleo GmbH war ein gemeinsames Tochterunternehmen (Joint Venture) der Deutschen Bahn AG und der französischen Staatsbahn SNCF. Es sorgte für die Vermarktung der internationalen ICE- und TGV-Züge, welche auf den Strecken Frankfurt–Paris und Frankfurt–Marseille verkehren. Seit 2019 werden die gemeinsamen Angebote unter DB-SNCF in Kooperation / en coopération beworben.

#### DB AutoZug
Für den Betrieb von Auto- und Nachtreisezügen wurde 1999 die Tochtergesellschaft DB AutoZug GmbH mit Sitz in Dortmund gegründet. Per 1. Oktober 2013 wurde die DB AutoZug GmbH mit der DB Fernverkehr AG verschmolzen.

#### Ameropa-Reisen (bis Anfang 2020)

Ameropa-Logo

Der Reiseveranstalter Ameropa-Reisen, gegründet 1951, war bis 3. Februar 2020 eine hundertprozentige Tochtergesellschaft der DB Fernverkehr AG. Sie hat vor allem Kurzreisen und Städtetrips innerhalb Deutschlands sowie in die Nachbarländer vertrieben. Neuer Eigentümer der Ameropa Reisen ist Liberta Partners, eine deutsche Holding mit Sitz in München. Die Zusammenarbeit zwischen Ameropa und Deutscher Bahn wird auch nach dem Verkauf bis auf Weiteres fortgesetzt. Die Deutsche Bahn hat sich von Ameropa getrennt, um sich im Rahmen der neuen Strategie „Starke Schiene“ auf das Kerngeschäft, den Eisenbahnverkehr in Deutschland, zu konzentrieren.

### Ehemalige Marken und Angebote

#### IC Bus
Von 2013 an bis zum Jahresende 2020 hat die DB Fernverkehr AG Fernbus-Linien unter dem Markennamen IC Bus betrieben. In Hochzeiten wurden insgesamt 45 dieser Fernbus-Verbindungen durch 11 europäische Länder (Stand 2017) angeboten.

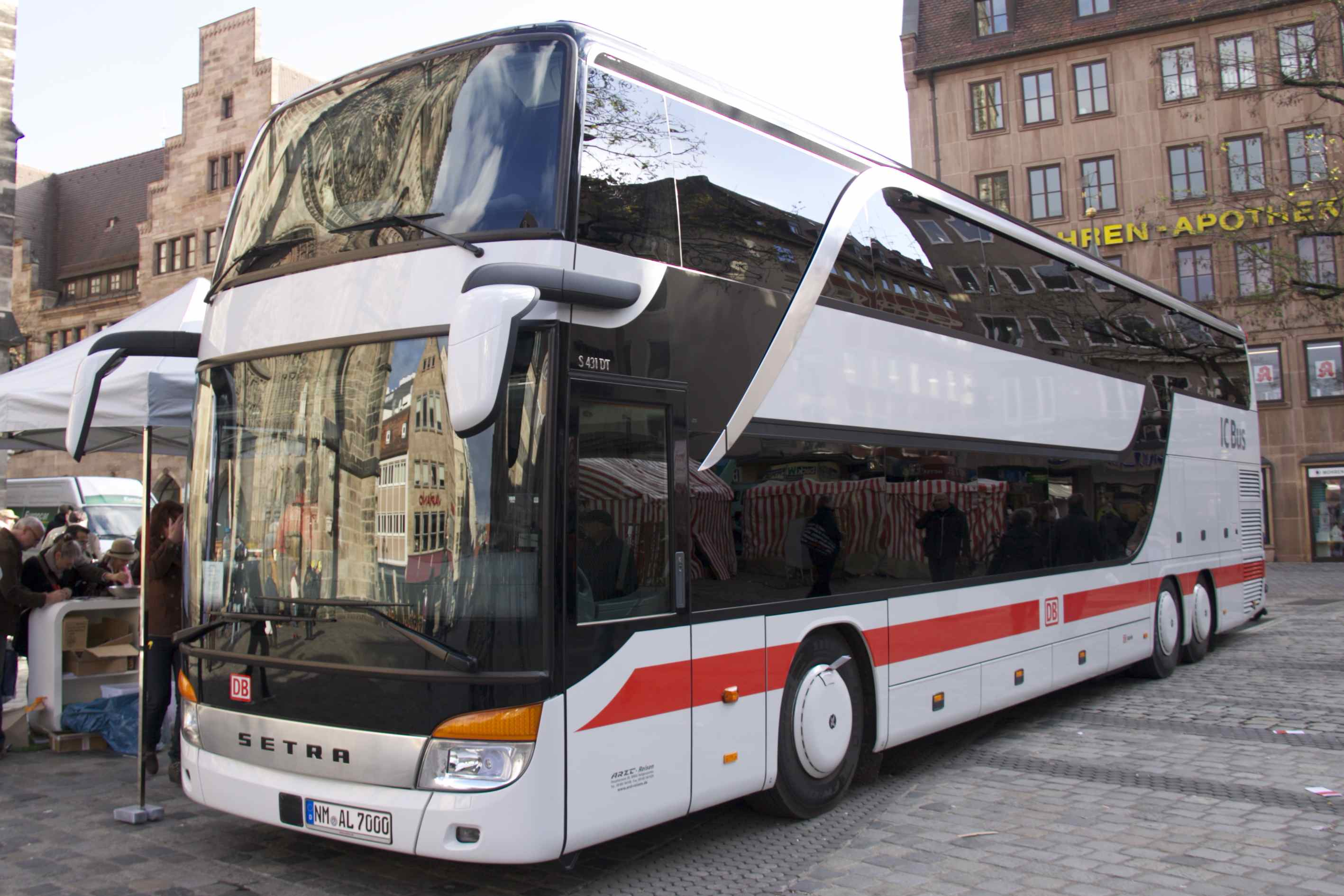
IC Bus in Nürnberg

Zum 31. Dezember 2020 wurde das Angebot mangels Nachfrage und durch einen erneut massiven Rückgang der Fahrgastzahlen aufgrund der Corona-Pandemie eingestellt. Bereits in den Jahren zuvor war das Angebot immer weiter zurückgefahren worden.

### Ausblick und Entwicklungen
Die Deutsche Bahn kündigte im März 2015 an, bis 2030 das Fernverkehrsangebot um 25 Prozent ausbauen zu wollen. Fünf Millionen Einwohner sollen demnach neu an das Fernverkehrsnetz angeschlossen und 50 Millionen zusätzliche Reisende pro Jahr gewonnen werden. Dazu soll unter anderem die ICE-Flotte auf 360 Züge ausgebaut und 120 Doppelstock-Intercity-Züge in Dienst gestellt werden.
Nach eigenen Angaben vom März 2015 soll im Jahr 2030 eine Betriebsleistung von etwa 162 Millionen Zugkilometern erbracht werden, davon 120 Millionen mit ICE. Die Zahl der Reisenden soll von 130 auf 180 Millionen steigen, die Verkehrsleistung von 36 auf 49 Milliarden Personenkilometer. Damit solle das größte Fernverkehrsnetz im Tageslinienverkehr seit 1996 angeboten werden. Das durchschnittliche Flottenalter soll dabei von 23 auf 15 Jahre sinken. Bis 2030 sollen zwölf Milliarden Euro in neue und überarbeitete Züge investiert und 1500 neuen Mitarbeitern Arbeitsplätze geboten werden.
Ende 2018 rückte die DB aufgrund schlechter Pünktlichkeitswerte (u. a. nur etwa 70,4 % im November 2018) im Fernverkehr und Mängeln bei der Wartung der Züge in den Fokus der Öffentlichkeit. Daraufhin wurden mehrere Stimmen laut, die eine erneute deutsche Bahnreform und eine Zusammenlegung der Sparten des Personenverkehrs, DB Regio und DB Fernverkehr, forderten. DB-Chef Richard Lutz und Infrastruktur-Vorstand Ronald Pofalla legten bei einem Treffen mit Bundesverkehrsminister Andreas Scheuer eine „Agenda für eine bessere Bahn“ vor, welche vom Bundesministerium für Verkehr und digitale Infrastruktur und dem Konzernaufsichtsrat vorerst gebilligt wurde. Diese sieht keine unternehmensstrukturellen Veränderungen vor. Im Mai 2022 wurde mit einer 5-Minuten-Pünktlichkeitsquote von 62,1 Prozent ein neuer Tiefstwert erreicht. Mit 58 Prozent wurde im Juni 2022 der tiefste Wert seit 2010 ermittelt.
Im März 2019 kündigte das Unternehmen an, dass man im Fernverkehr ab sofort die Reisendenpünktlichkeit erfassen und veröffentlichen möchte. Diese Art der Messung berücksichtigt nicht nur einzelne Züge, sondern auch Anschlussverluste und daraus folgende Ankunftsverspätungen der Reisenden am Zielort. Das Unternehmen strebt eine 15-Minuten-Reisekettenpünktlichkeit von „deutlich größer als 90 %“ an, um „zum zuverlässigsten Reisemittel auf der Mittel- und Langstrecke“ zu werden. Bis 2030 sollen, mit über 50 Millionen zusätzlichen Fahrgästen, die meisten Reisenden aller Marktteilnehmer hinzugewonnen werden. Das für 2016 selbstgesteckte Ziel einer betrieblichen Fünf-Minuten-Pünktlichkeitsquote von 80 Prozent wurde nur knapp verfehlt. Insgesamt kamen 2016 rund 79 Prozent aller ICE und IC pünktlich an – und damit so viele wie seit 2012 nicht mehr.
Die Deutsche Bahn rechnet für das Jahr 2019 mit 150 Millionen Fahrgästen im Fernverkehr.
Nach der zum 1. Januar 2020 vollzogenen Mehrwertsteuersenkung auf Fernverkehrsfahrkarten von 19 auf 7 Prozent verzeichnete das Unternehmen im Januar 2020 10,7 Prozent mehr Reisende als im Vorjahresmonat.
Aufgrund der COVID-19-Pandemie in Deutschland ging die Auslastung im Frühjahr 2020 auf 10 bis 15 Prozent des vorigen Niveaus zurück und stieg bis September 2020 auf rund 75 Prozent an, um im Oktober 2020 auf rund 50 Prozent zu fallen. Das entsprach zuletzt einer Auslastung der Sitzplätze von 30 bis 35 Prozent, während vor Beginn der Pandemie 56 Prozent erreicht wurden. Das Zugangebot lag im Oktober 2020 bei etwa 90 bis 95 Prozent des Vor-Krisen-Niveaus, u. a. wurden einige ICE Sprinter sowie Verstärkerzüge herausgenommen.

## Sonstiges
Zur DB Fernverkehr AG gehören auch die DB Lounges in den größeren Bahnhöfen.

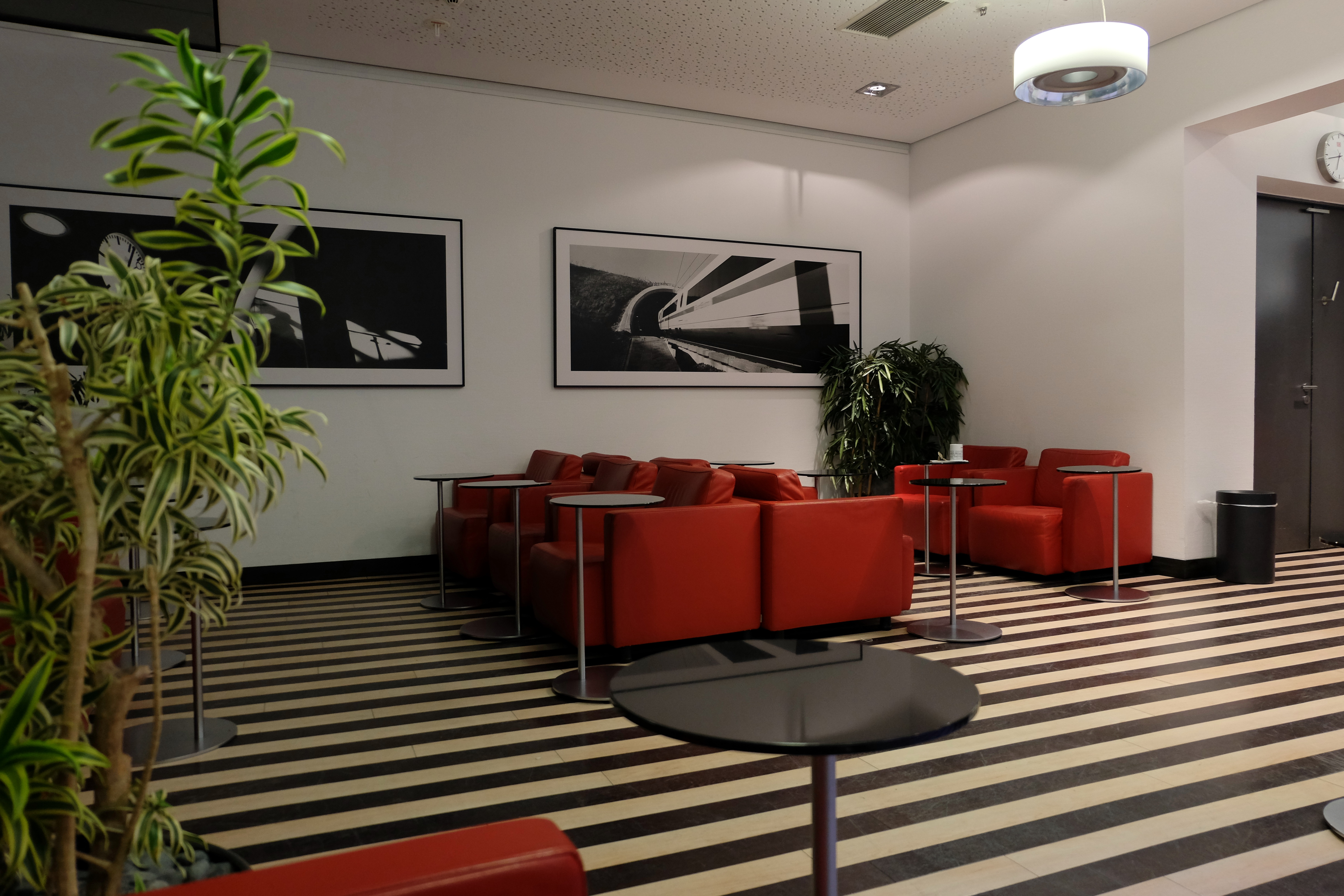
DB Lounge in Berlin